# Pat McManus
Pat MacManus est un chanteur et musicien irlandais, né à Derrylin dans le Comté de Fermanagh en Irlande du Nord.

## Carrière
Principalement guitariste, il joue également du violon et du bouzouki. Il est connu pour son premier groupe, Mama's Boys. Après la mort de leur frère Tommy, Pat et John MacManus continuent de jouer ensemble dans le groupe Celtus. Il évolue depuis 2007 en solo dans le cadre d'un Blues Rock. Il est surnommé le « Professeur »

## Discographie

### Albums sous son nom
- 2007 : In My Own Time
- 2009 : Live… and in Time
- 2009 : 2 PM
- 2011 : Walking Through Shadows
- 2010 : Live at Raismesfest (DVD)
- 2012 : Live in Ireland (DVD)
- 2013 : Dark Emerald Highway
- 2015 : Blues Train to Irish Twon
- 2018 : Tattoed in Blue
- 2019 : Rewind
- 2021 : Full Service Resumed

### Avec Mama's Boys
- 1980 : Official bootleg
- 1982 : Plug It In
- 1983 : Turn It Up
- 1984 : Mama's Boys
- 1985 : Power and Passion
- 1987 : Growing Up the Hard Way
- 1991 : Live Tonite
- 1992 : Relativity

### Avec Celtus
- 1997 : Moonchild
- 1999 : Portrait
- 2000 : Rooted
- 2001 : Live 2000
- 2001 : What Goes Around…

### Avec Indian
- 2004 : Blue Flowers
- 2005 : 10 Years (Ep)

### Participations
- 1993 : The Government - Judgement Day (single)
- 2018 : Pat O'May – One Night in Breizh Land (live)